# Turbina eólica de emergência
Turbina eólica de emergência ou turbina de ar de impacto (do inglês ram air turbine - RAT) é um gerador eólico de energia movido por uma hélice, instalado em aeronaves para servir como fonte de energia adicional em situações de emergência. Pode gerar tanto energia hidráulica (com o acionamento de uma bomba hidráulica) como energia elétrica (com o acionamento de um gerador elétrico). O equipamento gera energia a partir do movimento rotativo das pás da hélice, causado pela pressão de impacto [en] do ar devido à velocidade da
aeronave.

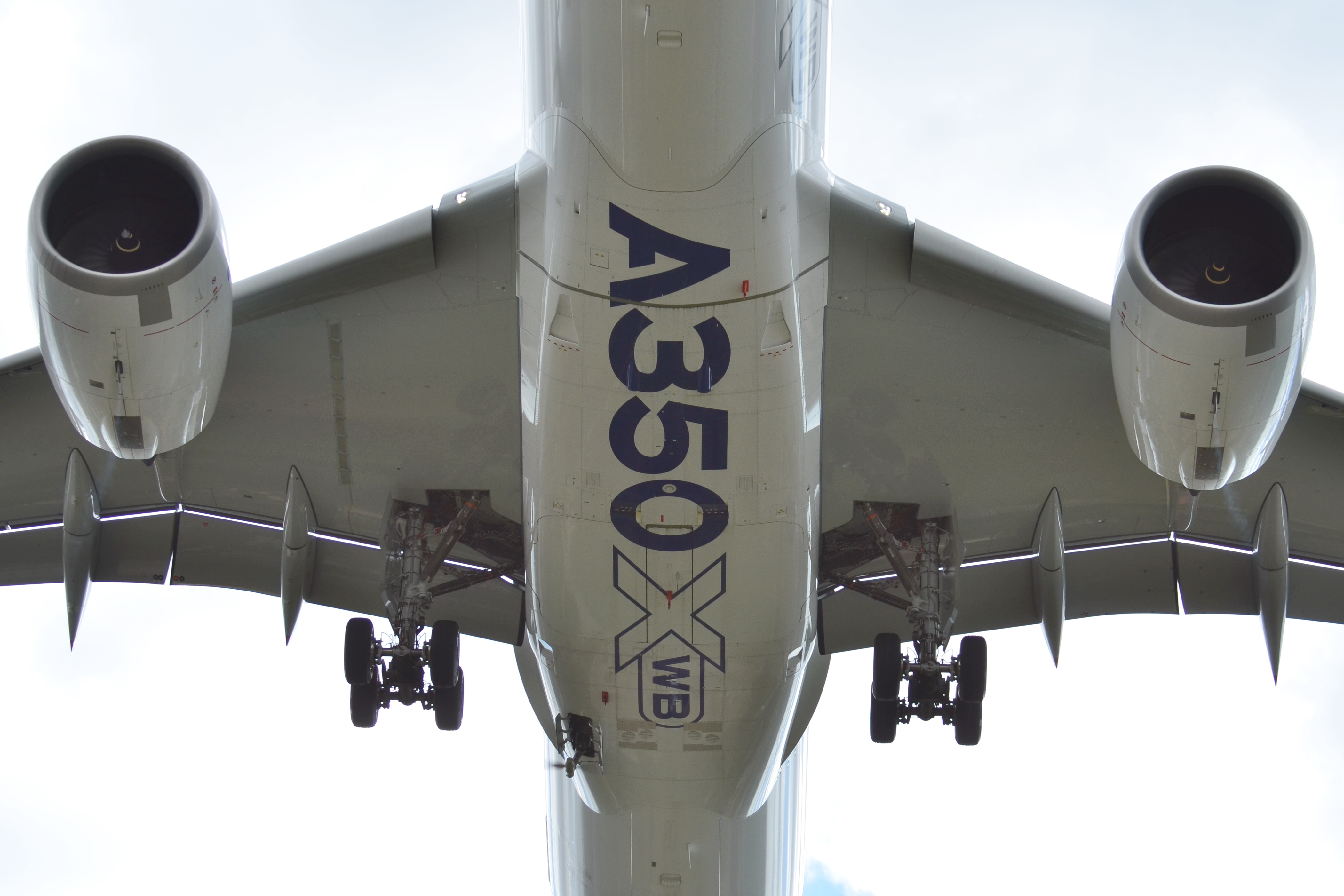
Turbina eólica de emergência vista em detalhe na parte inferior traseira de um Airbus A350

Uma das primeiras aeronaves comerciais a utilizar a turbina eólica de emergência foi o jato britânico Vickers VC-10, produzido na década de 60. Comandada por uma alavanca na cabine, acionava um alternador que gerava energia elétrica para a instrumentação, controles de voo, sistemas de comunicação e navegação, entre outros. A mudança do barramento principal para o de emergência era realizada automaticamente, assim como a desconexão dos serviços não essenciais. Na atualidade, a maior turbina eólica de emergência já construída é a do Airbus A380, fabricada pela Hamilton Sundstrand, com uma hélice com diâmetro de 64 polegadas (1,63 metros). Fica alojada na carenagem da asa e aciona um gerador elétrico de 70 kVA. A energia hidráulica de emergência é fornecida por outros sistemas, sendo suficiente para manter o controle da aeronave e acionamento do trem de pouso.

## Operação

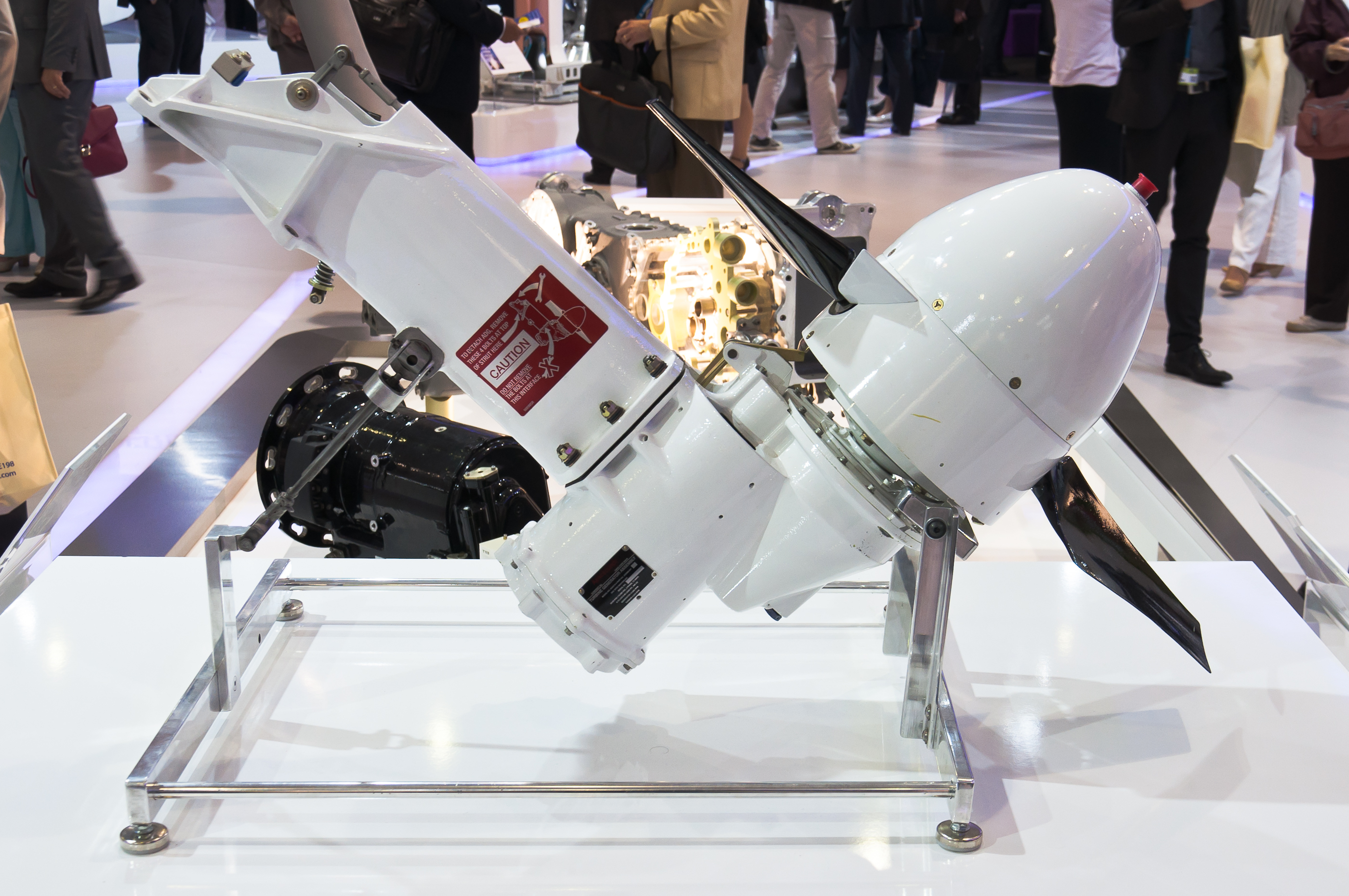
Turbina eólica de emergência para geração de energia elétrica, utilizada no Embraer C-390 Millennium

As aeronaves modernas produzem energia a partir dos motores principais ou de uma unidade de energia auxiliar (APU), normalmente montada na cauda. Ambos os sistemas geram energia queimando combustível. A turbina eólica de emergência gera energia apenas devido à velocidade do avião, mantendo operacionais os sistemas necessários para o controle de voo, instrumentação e comunicação. Em condições normais, o equipamento fica contido dentro da fuselagem ou da carenagem da asa. Quando é necessário utilizá-lo, projeta-se para fora de seu compartimento, recebendo assim o ar de impacto para seu acionamento.
As hélices das turbinas eólicas de emergência têm um sistema de controle de rotação para evitar que girem a velocidades excessivas, com o risco de danificarem o equipamento. Nem todos os aviões utilizam essa turbina de emergência. O Boeing 737 usa cabos metálicos para controle de voo em caso de emergência, acionados por ação mecânica da tripulação, através de alavancas, em caso de falha do sistema hidráulico. Já a alimentação elétrica de emergência é fornecida por baterias, com capacidade de suprir energia durante uma hora para os sistemas essenciais de navegação e comunicação.

## Incidentes na aviação civil, com utilização do RAT
- 1983: Voo Air Canada 143
- 1996: Voo Ethiopian Airlines 961
- 2000: Voo Hapag-Lloyd 3378
- 2001: Voo Air Transat 236
- 2004: Voo Pinnacle Airlines 3701
- 2009: Voo US Airways 1549
- 2020: Voo Pakistan International Airlines 8303